# Looney Tunes
Looney Tunes é uma série de curta-metragens de animação americanos, produzida de 1930 a 1969 e distribuída pela Warner Bros. Animation durante a chamada Era de Ouro da animação americana, ao lado de sua série-irmã Merrie Melodies. A série introduziu os personagens Pernalonga, Patolino, Gaguinho, Frajola, Piu-Piu, Papa-Léguas, Wile E. Coyote, Marvin e muitos outros.
O nome Looney Tunes foi inspirado na série musical Silly Symphonies da Walt Disney. A animação inicialmente mostrava composições musicais cujos direitos autorais eram mantidos pelos interesses da Warner que eram exibidas nas aventuras dos personagens Bosko e posteriormente, Buddy. O estúdio de animação ganhou uma popularidade maior após a entrada dos diretores Tex Avery e Chuck Jones e do dublador Mel Blanc. Entre 1942 a 1964, Looney Tunes e Merrie Melodies foram os curtas de animação mais populares nos cinemas.
Desde então, Looney Tunes tornou-se uma franquia mundial de mídia, gerando várias séries de televisão, histórias em quadrinhos, filmes, álbuns de música, jogos eletrônicos, atrações de parques de diversões além de ser a principal franquia da Warner Bros. Muitos dos personagens fizeram e continuam fazendo aparições especiais em vários outros programas de televisão, filmes e anúncios. O personagem mais famoso de Looney Tunes, Pernalonga (Bugs Bunny), é considerado um ícone cultural e possui até uma estrela própria na Calçada da Fama de Hollywood. Diversos filmes de Looney Tunes/Merrie Melodies estão classificados entre os maiores desenhos animados de todos os tempos e cinco já foram premiados ao Oscar.

## Início
As Looney Tunes começaram como composições musicais de aventuras de personagens de desenhos animados como Bosko e Buddy. Looney Tunes foi a primeira série de animação cinematográfica da Warner Bros., seguida da Merrie Melodies. O nome Looney Tunes (que em português significa "Músicas Loucas") é uma variação do nome Sinfonias Ingênuas, que foi o título da série concorrente de Walt Disney, de desenhos baseados em músicas. Além disso é um trocadilho proposital entre as palavras "tunes" (músicas) e "toons" (síncope de "cartoon" - desenho).
Mais tarde, com a entrada dos realizadores Tex Avery e Chuck Jones entre outros, bem como o ator de voz Mel Blanc (na versão americana), Looney Tunes começou a ganhar fama e foram surgindo personagens como Pernalonga, Patolino, Gaguinho, Hortelino Troca-Letras, Piu-Piu e Frajola, Papa-léguas, Coiote, Frangolino, Eufrazino Puxa-Briga, Pepé Le Pew, Marvin, o Marciano, Ligeirinho, Taz e outros.
De 1942 a 1964, Looney Tunes e Merrie Melodies foram os curtas animados mais populares nos cinemas; junto com as obras de  Disney e outros populares concorrentes, incluindo Fleischer Studios, Walter Lantz Productions, United Productions of America, Terrytoons e MGM.

## Franquia
Desde seu sucesso durante a era de curta-metragem de desenhos animados, Looney Tunes tornou-se uma franquia de mídia em todo o mundo; ganhou passagens por várias séries de televisão, longas-metragens, quadrinhos, álbuns de música, vídeo games e parque de diversões; além de trazer uma geração de show com atualizações.
Muitos dos personagens têm feito e continuam a fazer aparições na introdução de vários outros programas de televisão(incluindo séries animadas), filmes e divulgações.
O personagem mais popular da Looney Tunes, Bugs Bunny (ou Pernalonga no Brasil), é considerado como um ícone cultural e já apareceu em filmes mais do que qualquer outra personagem de desenho animado.  Alguns filmes de Looney Tunes são citados como alguns dos maiores de todos os tempos.
No início de 2014, o Cartoon Network, foi anunciada a série Wabbit: A Looney Tunes Production.  Estrelada por Pernalonga, a série estreou em Cartoon Network e em seu canal irmão Boomerang no outono (no Hemisfério Norte) de 2015.  A série teve um lançamento extraordinariamente lento, com a série tendo se mudado para o serviço de streaming do Boomerang em 2017, e dezenas de episódios ainda não lançados em junho de 2018.
Em 11 de junho de 2018, uma nova série de curtas chamada Looney Tunes Cartoons, foi anunciada pela Warner Bros. Animation. Com lançamento previsto para 2019 nas plataformas de televisão linear e streaming, sua primeira "temporada" contará com 1.000 minutos de novos desenhos animados de um a seis minutos com personagens relevantes da marca, com as vozes dos atores atuais em "simples, com gags e histórias visualmente vibrantes ”que são reproduzidas por vários artistas que empregam“ um estilo visual que vai ressoar com os fãs ”, mais notavelmente tendo um estilo que lembra os curtas dirigidos por Clampett. Sam Register, presidente da Warner Bros. Animation, e Peter Browngardt, criador do Titio Avô, serão os produtores executivos.

## Personagens
| Personagens                             | Caraterísticas |
| --------------------------------------- | --- |
| Pernalonga (Bugs Bunny)                 | O coelho mais popular dos Looney Tunes e o mais esperto e matreiro de todos os personagens, sempre se dando bem no final. Sua namorada se chama Lola.                                                         |
| Patolino (Daffy Duck)                   | Um pato preto com bico laranja, é ganancioso com o dinheiro, com comportamentos malucos e com ideias que dão sempre errado. Sua namorada se chama Tina.                                                       |
| Gaguinho (Porky Pig)                    | Gaguinho é um porco gago (como diz o nome) que possui personalidade gentil e prestativa, mas também é bastante ingênuo. Costuma estrelar ao lado de Patolino ou Pernalonga. Tem uma namorada chamada Petúnia. |
| Ligeirinho (Speedy González)            | É conhecido pelo seu lema "O rato mais rápido do México" e é verdade, entre todos os ratos do México não há ninguém como o Ligeirinho.                                                                        |
| Frajola (Sylvester)                     | Um gato preto e branco, mau, egoísta, desprezível e inútil; mas legal. Frajola tenta a todo o custo apanhar Piu Piu e Ligeirinho, arranjando sempre planos para os apanhar, mas os planos nunca dão certo.    |
| Piu-Piu (Tweety Bird)                   | Um canário amoroso de olhos azuis, Piu Piu pode ser um canário bebé, mas a sua inteligência vai mais além do que é.                                                                                           |
| Taz                                     | Taz é um diabo-da-tasmânia que fala de forma atrapalhada. Corre de maneira rápida, girando e fazendo uma forma de ciclone.                                                                                    |
| Hector, o Bulldog (Hector the Bulldog)  | Hector é o cão mais aparecido dos Looney Tunes, tem uma força gigante que a usa para vigiar o Piu Piu quando Frajola o tenta sempre apanhar. É um pouco parecido com o cão Spike de Tom e Jerry.              |
| Papa-Léguas (Road Runner)               | É considerado o galo-cuco mais rápido do deserto do sudoeste americano, e é perseguido por Wile E. Coyote. |
| Wile E. Coyote                          | Um coiote rival do Papa Léguas, que costuma ser derrotado de formas inusitadas. |
| Hortelino (Elmer Fudd)                  | Hortelino Troca-Letras (ou só Hortelino) é um caçador que persegue Pernalonga e Patolino que costuma repetir muito a letra L fazendo com que sua fala seja errada.                                            |
| Bruxa Hazel (Witch Hazel)               | Sendo a bruxa do desenho, possui poucas aparições, até na série animada O Show dos Looney Tunes, onde é vizinha do Pernalonga e mãe adotiva de Gossamer.                                                      |
| Vovó (Granny)                           | Vovó é uma senhora idosa e a dona de Piu-Piu e Frajola. |
| Marvin, o Marciano (Marvin the Martian) | Marvin é um marciano, rival de Pernalonga e Patolino que pretende destruir a Terra. |
| Eufrazino Puxa-Briga (Yosemite Sam)     | Um bandido pistoleiro do Velho Oeste que tem Pernalonga como seu principal arqui-rival. |
| Frangolino (Foghorn Leghorn)            | Um galo grande que mora numa fazenda e costuma tagarelar demais. |
| Pépe Le Gambá (Pepé Le Pew)             | Pepé Le Pew é um cangambá francês apaixonado e romântico, costuma tentar conquistar garotas em suas aparições.                                                                                                |
| Spike, o Buldogue                       | Um bulldog que tenta mostrar que é corajoso e forte para o seu amigo, Chester. |
| Chester, o Terrier                      | Um cachorrinho pequeno que é fã de Spike, mas quando Spike fracassa na derrota de seus arqui-rivais, Chester assume o papel de seu ídolo.                                                                     |
| Sam, o Cão Pastor                       | Um cão pastor que trabalha protegendo as ovelhas de um lobo chamado Ralph. |
| Ralph, o Lobo                           | Um lobo que tenta roubar um rebanho de ovelhas, porém é sempre impedido pelo cão pastor Sam. Ele se assemelha a Wile E. Coyote, mas tem nariz vermelho e os caninos mais pronunciados.                        |
| Rocky                                   | Um criminoso tampinha e mal-humorado que é procurado na justiça. |
| Mugsy                                   | O ajudante de Rocky, que sempre é agredido por ele quando comete erros para o seu chefe. |
| Bunny e Claude                          | Dois coelhos pistoleiros que roubam cenouras, referenciando a dupla Bonnie e Clyde. |
| Gato Sofisticado (Cool Cat)             | Um tigre de bengala de personalidade hippie que se mete com um caçador chamado Coronel Rimfire. Ele possui uma semelhança parecida a Pantera Cor de Rosa e Leão da Montanha.                                  |

## Emissoras
| Emissão        | Emissão                                                               | Estreia                                      | Final                                                                            |
| -------------- | --------------------------------------------------------------------- | -------------------------------------------- | -------------------------------------------------------------------------------- |
| Estados Unidos | Cartoon Network                                                       | 1992                                         | 2015                                                                             |
| Estados Unidos | Boomerang                                                             | 01 de abril de 2000 / 05 de outubro de 2013  | —                                                                                |
| Portugal       | RTP                                                                   | 1973                                         | 1996 (substituído pelos Animaniacs)                                              |
| Portugal       | TVI                                                                   | 1993                                         | 1995                                                                             |
| Portugal       | RTP Memória                                                           | 22 de setembro de 2007                       | 2009                                                                             |
| Portugal       | DVD (distribuído pela ZON Lusomundo Audiovisuais) (atual NOS Cinemas) | A partir de 2006                             | A partir de 2006                                                                 |
| e              | Boomerang                                                             | 21 de abril de 2015                          | —                                                                                |
| Brasil         | TV Rio                                                                | Abril de 1963 (no bloco "Show do Pernalonga) | Maio de 1963                                                                     |
| Brasil         | RecordTV                                                              | 1978                                         | 1981                                                                             |
| Brasil         | TVS/SBT                                                               | 1981                                         | 2014 (exibições esporádicas)                                                     |
| Brasil         | Cartoon Network                                                       | 1993                                         | 14 de maio de 2015, 1 de maio de 2018 e 29 de setembro de 2018 (apenas reprises) |
| Brasil         | Globo                                                                 | 1972                                         | 2006                                                                             |
| Brasil         | Boomerang                                                             | A partir de 2006                             | 2019                                                                             |
| Brasil         | Tooncast                                                              | 2008                                         | —                                                                                |

## Vozes
| Personagem            | Original Estados Unidos                    |
| --------------------- | ------------------------------------------ |
| Pernalonga            | Mel Blanc                                  |
| Patolino              | Mel Blanc                                  |
| Frajola               | Mel Blanc                                  |
| Ligeirinho            | Mel Blanc                                  |
| Gaguinho              | Mel Blanc                                  |
| Eufrazino             | Mel Blanc                                  |
| Piu-Piu               | Mel Blanc                                  |
| Frangolino            | Mel Blanc                                  |
| Pepé Le Pew           | Mel Blanc                                  |
| Wile E. Coyote/Coiote | Mel Blanc                                  |
| Hortelino             | Arthur Q. Bryan                            |
| Vovó                  | Bea Benaderet (1ª voz) June Foray (2ª voz) |
| Prissy                | Bea Benaderet (1ª voz) June Foray (2ª voz) |

## Origem
Originalmente produzida pela Harman-Ising Pictures a série Looney Tunes foi produzida por Leon Schlesinger Productions de 1933 a 1944. Schlesinger vendeu seu estúdio para a Warner Bros. em 1944, e foi renomeado como Warner Bros. Cartoons, continuando a produção dos desenhos até 1963. A produção de Looney Tunes foi terceirizada pela DePatie-Freleng Enterprises de 1964 a 1967, e a Warner Bros. Cartoons ré-assumiu a produção para os dois anos finais da série. De 1942 até meados dos anos 60, Looney Tunes foi a série de desenhos animados mais popular nos cinemas dos Estados Unidos, sucedendo a Disney.
No começo Looney Tunes e Merrie Melodies desenharam suas histórias na biblioteca de música vasta da Warner. De 1934 a 1943, Merrie Melodies foram produzidas em cores e em Looney Tunes em preto e branco. Depois de 1943, no entanto, ambas as séries foram produzidas em cores e tornaram-se praticamente idênticos, com a diferença apenas estilística é a variação entre a abertura do tema da música e títulos. Ambas as séries também feitas de uso de vários personagens dos desenhos animados do estúdio. Em 1937, a música-tema de Looney Tunes foi "The Merry-Go-Round Broke Down" por Cliff Friend e Dave Franklin; a música-tema de Merrie Melodies foi uma adaptação de "Merrily We Roll Along" por Charles Tobias, Murray Mencher e Eddie Cantor.

## Licenciamento e direitos autorais
Quando as séries Looney Tunes e Merrie Melodies começaram em 1930, embora Warner Bros. tenha mantido os direitos aos desenhos animados e as marcas Looney Tunes e Merrie Melodies, Harman e Ising detinham os direitos sobre o personagem Bosko. Quando Harman e Ising deixaram a Warner Bros. em 1933, o seu ex-produtor Leon Schlesinger começou seu próprio estúdio na Warner Bros. continuando a série Looney Tunes. Harman e Ising retiveram os direitos de Bosko e começaram a fazer desenhos de Bosko na Metro-Goldwyn-Mayer, em 1934. No entanto, estes desenhos não eram um sucesso e em 1937 MGM dispensou Harman e Ising e formou seu próprio estúdio para criar a MGM Cartoon, com Harman e Ishing ficando com os direitos de Bosko, A Time Warner acabou adquirindo os personagens Bosko das propriedades de Harman e Ising. Além disso, o estúdio de Schlesinger continuou a fazer desenhos animados populares até 1944, quando Schlesinger vendeu seu estúdio para a Warner Bros e, desde então, a Warner Bros. possuiu todos os direitos a todos os personagens pós-1933 criado por Leon Schlesinger Productions e a Warner Bros. Cartoons. Os direitos sobre desenhos individuais, porém, estão em outras mãos.
Em 1955, a Warner Bros. vendeu seu curtas em preto-e-branco de Looney Tunes (além dos curtas em preto-e-branco de Merrie Melodies feitos após Harman e Ising sairem) em syndication para televisão para a Guild Films. Os direitos daqueles desenhos animados foram atribuídos ao Sunset Productions. Estes desenhos animados foram distribuídos pela Guild Films até sua falência e foram comprados pela Seven Arts. Com a compra da WB pela Seven Arts, a WB conseguiu os direitos dos desenhos em preto e branco.
Em 1956, Associated Artists Productions (AAP) adquiridos os direitos de exibição para a televisão da maioria dos curtas pré-1950 da Warner Bros, incluindo todos os Merrie Melodies (exceto para os que foram vendidos para a Sunset e Lady, Play Your Mandolin!) e curtas coloridos dos Looney Tunes que foram lançados antes de agosto de 1948. ao contrário da venda a Sunset Productions, a AAP foi autorizada a manter os títulos da Warner intactos e simplesmente inserido a  frase "Associated Artists Productions presents"  (como resultado, cada um dos curtas de Merrie Melodies tiveram a canção "Merrily We Roll Along" tocada duas vezes). Dois anos mais tarde, United Artists comprou a.a.p. (que também havia comprado os curtas do Popeye produzidos pela Fleischer Studios e Famous Studios para Paramount), que fundiu a empresa em sua divisão de televisão; United Artists Television.
Em 1981, a UA foi vendida para a MGM, e cinco anos depois, Ted Turner adquiriu a biblioteca pré-maio de 1986 da MGM. Ele também adquiriu os direitos da bilioteca da a.a.p. . Em 1996, a empresa de Turner, Turner Broadcasting System (cuja divisão Turner Entertainment Co. supervisionou a biblioteca de filmes), foi comprada pela Time Warner que também possuía a Warner Bros. Com essa fusão, a Warner Bros. também conseguiu curtas de Bosko, personagem criado por Hugh Harman e Rudolf Ising que fez sua estréia em Looney Tunes e que depois mudou-se para a série Happy Harmonies da MGM. Atualmente a Warner Home Video detém os direitos de vídeo de todos os curtas de Looney Tunes e Merrie Melodies por conta da compra da Turner Entertainment pela Time Warner.
A partir de 1960, os desenhos foram reagrupados em vários programas de TV diferentes que permaneceu popular durante várias décadas antes de ser comprada pela Turner Broadcasting System. O Cartoon Network exibiu os curtas por 12 anos, desde o seu lançamento em 1 de outubro de 1992 até 3 de outubro de 2004, e novamente a partir de 2009 até os dias atuais. Uma versão da década de 2000 chamada The Looney Tunes Show, foi produzido pela Warner Bros. Animation para a rede, foi transmitido entre 2001 e 2004. O bloco contou com curta originais de Looney Tunes e Merrie Melodies.
Cinco dúzias de curtas de Looney Tunes e Merrie Melodies de antes de dezembro 1943 caíram em domínio público e estão assim distribuídas livremente através de vários lançamentos não-oficiais. Muitos destes desenhos de domínio público tendem a não ter boa qualidade de som e imagem.

## Transmissão Internacional
No Brasil, Looney Tunes foi chamado de Turma do Pernalonga, estreando na Sessão Desenho no SBT com dublagem brasileira.
Em Portugal, Looney Tunes foi chamado de Bugs Bunny and friends, estreando na RTP, na versão original com legendas em português. Em 1995, a série estreou pela TVI na versão original com legendas. Em 2002, a série voltou a ser exibida na RTP1 dentro da "Hora Warner", desta vez dobrada em português. E mais tarde passou em 2007 e 2008 pela RTP Memória no bloco Desenhos Animados, de novo na versão original com legendas. 
Nota: A versão portuguesa transmitida pela RTP1 em 2002 é a mesma que a da versão lançada em VHS no final dos anos 90. 

## Críticas, problemas e controvérsias

### Controvérsias raciais
Nas décadas de 30, 40 e 50, foram produzidos 11 episódios dos Looney Tunes, associadas ao racismo. Em 1968, a United Artists censurou esse vídeos. Alguns vídeos foram disponibilizados pela internet, mas outros tiveram proibição severa. Originalmente, a censura chama-se "Censored Eleven".